# Биско, Джон
Джон Биско (англ. John Biscoe, 28 июня 1794 — 1843) — британский мореплаватель и путешественник, возглавил первую из известных экспедиций к землям Антарктики, ныне известным как Земля Эндерби и Земля Грейама. В ходе экспедиции были открыты многие острова, в том числе и позднее названные острова Биско.

## Биография
Биско родился в Мидлсексе, Англия. В возрасте 17 лет поступил на службу во флот. С 1812 по 1815 участвовал в военных мероприятиях против США. Уволился в 1815 году в чине капитана. Служил на коммерческом флоте в ранге помощника капитана, плавал в Вест-Индию и на Восток.

### Экспедиция в Антарктику, 1830—1833

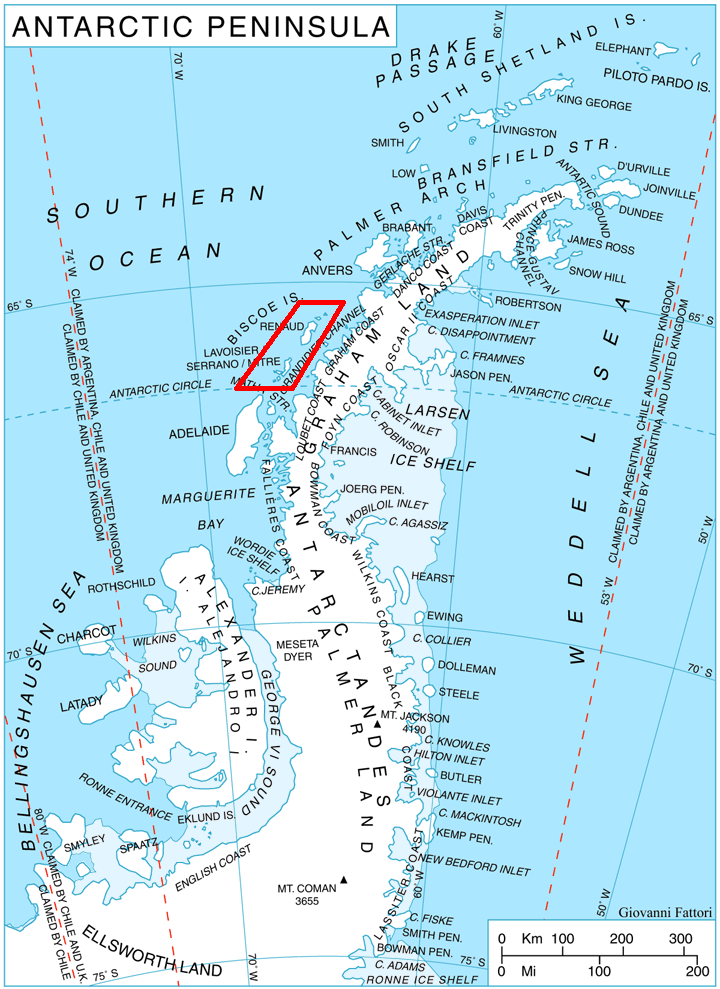
Острова Биско на карте Антарктического полуострова

В 1830 году китобойная промысловая компания Samuel Enderby & Sons наняла Биско капитаном брига «Тула». Он возглавил экспедицию по поиску новых промысловых территорий в акватории Южного океана. К декабрю Биско и его спутники достигли Южных Шетландских островов. Они пересекли Южный полярный круг 22 января 1831 года. 24 февраля 1831 года Биско заметил горы, возвышающиеся во льдах. Эту землю он назвал Землей Эндерби в честь своих работодателей. "8 февраля того же года он открыл мыс, которому дал имя Энн, а гора, расположенная на мысе, позднее получила имя Биско. Экспедиция вернулась в Австралию (г. Хобарт) к маю, при этом несколько членов команды погибли от цинги, не добравшись до Тасмании. После зимовки полярники вновь отправились в Антарктику. 15 февраля 1832 года был открыт остров Аделейд, а двумя днями позднее — острова Биско. Следующей земле, которую он увидел, Биско дал название Земля Грейама в честь лорда Грейама, Первого лорда адмиралтейства. К апрелю 1832 года он стал третьим (после Джеймса Кука и Фаддея Беллинсгаузена) мореплавателем, обогнувшим Антарктиду в антарктических и субантарктических морях. На пути домой одно из судов экспедиции потерпело кораблекрушение у берегов Фолклендских островов. Тем не менее путешественники успешно вернулись в Лондон к началу 1833 года.
После возвращения Биско снова ушёл в коммерческий флот, но плавал в Вест-Индию и Австралию. Джон Биско скончался в 1843 году в море, на пути из Австралии в Англию.